# Bromfluorid
Bromfluorid ist eine instabile Interhalogenverbindung, die aus den Elementen Brom und Fluor besteht. Sie wird als Bromierungsreagens eingesetzt.

## Gewinnung und Darstellung
Bromfluorid lässt sich bei 10 °C durch Sättigung von Brom mit Fluor herstellen.